# میوکر
میوکر (به انگلیسی: Muker) یک روستا، آبادی و محله مدنی در بریتانیا است که در ریچموندشر واقع شده‌است. میوکر ۲۴۹ نفر جمعیت دارد.